# Anderson Marques
Anderson Marques de Oliveira (Mogi das Cruzes, 6 febbraio 1983) è un ex calciatore brasiliano, di ruolo difensore.